# Diecezja Concepción
Diecezja Concepción (łac. Dioecesis Sanctissimae Concepionis in Argentina) – diecezja Kościoła rzymskokatolickiego w Argentynie, sufragania archidiecezji Tucumán.

## Historia
12 sierpnia 1963 roku papież Paweł VI bullą Condere dioecesim erygował diecezję Concepción. Dotychczas wierni z tym terenów należeli do archidiecezji Tucumán.

## Ordynariusze
- Juan Carlos Ferro (1963–1980)
- Jorge Arturo Meinvielle, SDB (1980–1991)
- Bernardo Enrique Witte, OMI (1992–2001)
- Armando José María Rossi, OP (2001–2020)
- José Melitón Chávez, (2020–2021)
- José Antonio Díaz (od 2021)